# Teknetium
Teknetium är ett radioaktivt metalliskt grundämne, som saknar stabila isotoper.

## Historia
Dmitrij Mendelejevs periodiska system av år 1869 och Henry Moseleys av år 1913 förutspådde ett grundämne med atomnummer 43, men trots ihärdiga försök att finna ett sådant lyckades man under lång tid inte hitta det. Flera forskare trodde sig ha hittat det, och namn som ilmenium, davyum, nipponium (Np) och moseleyum (Ms) förekom som namnförslag på vad som troddes vara det nyupptäckta grundämnet. I samband med att  Ida Tacke, Walter Noddack och Otto Berg med hjälp av röntgenspektrografi av ett stycke columbit 1925 lyckades påvisa grundämnet Rhenium hävdade upptäckarna att de även lyckats spåra grundämnet 43 i proverna och gav grundämnet namnet masurium (Ma) efter Masurien. Resultaten kunde dock aldrig verifieras.
1936 bestrålade Ernest Lawrence ett stycke molybdenfolie med deutroner i en cyklotron, vilket han 1937 skänkte till Emilio Segrè, som tillsammans med Carlo Perrier analyserade provet och då kunde påvisa grundämne 43. De föreslog 1947 namnet Teknetium, ett namn som 1949 godkändes av IUPAC. 1946 lyckades man första gången framställa vägbara mängder av teknetium vid Oak Ridge National Laboratory i Tennessee, och 1952 lyckades man för första gången framställa teknetium ur kärnbränsle. Det var det första helt syntetiska grundämnet (grek. technos, konstgjord).

## Egenskaper
Isotopen 98Tc har den längsta halveringstiden på 4,2 miljoner år. Teknetium är en av spaltprodukterna vid klyvning av uran, och utmärker sig för att vara det lättaste grundämne som helt saknar stabila isotoper. Teknetium bildas naturligt, dock i ytterst små mängder, vid spontan fission i uranmalm.

## Framställning och användning
Teknetium har i sin metastabila form (99Tcm) medicinsk tillämpning inom nuklearmedicinsk diagnostik. Denna isotop har en halveringstid på cirka 6 timmar, och framställs från molybden-99 (från höganrikat uran) i teknetium-99m-generatorer. Det förekommer även en mindre produktion av teknetium-99m genom aktivering av molybden-98.
Metallen kan framställas genom reduktion av ammoniumperteknat eller teknetium(VII)sulfid med vätgas.